# فرد ۲: شبی که فرد زنده شد
فرِد ۲: شبی که فرِد زنده شد (به انگلیسی: Fred 2: Night of the Living Fred) یک فیلم کمدی مستقل محصول سال ۲۰۱۱ آمریکا، با هنرمندی لوکاس کروکشنک و دنباله ای بر فیلم فرد ۱ است.